# Stefan Krebs

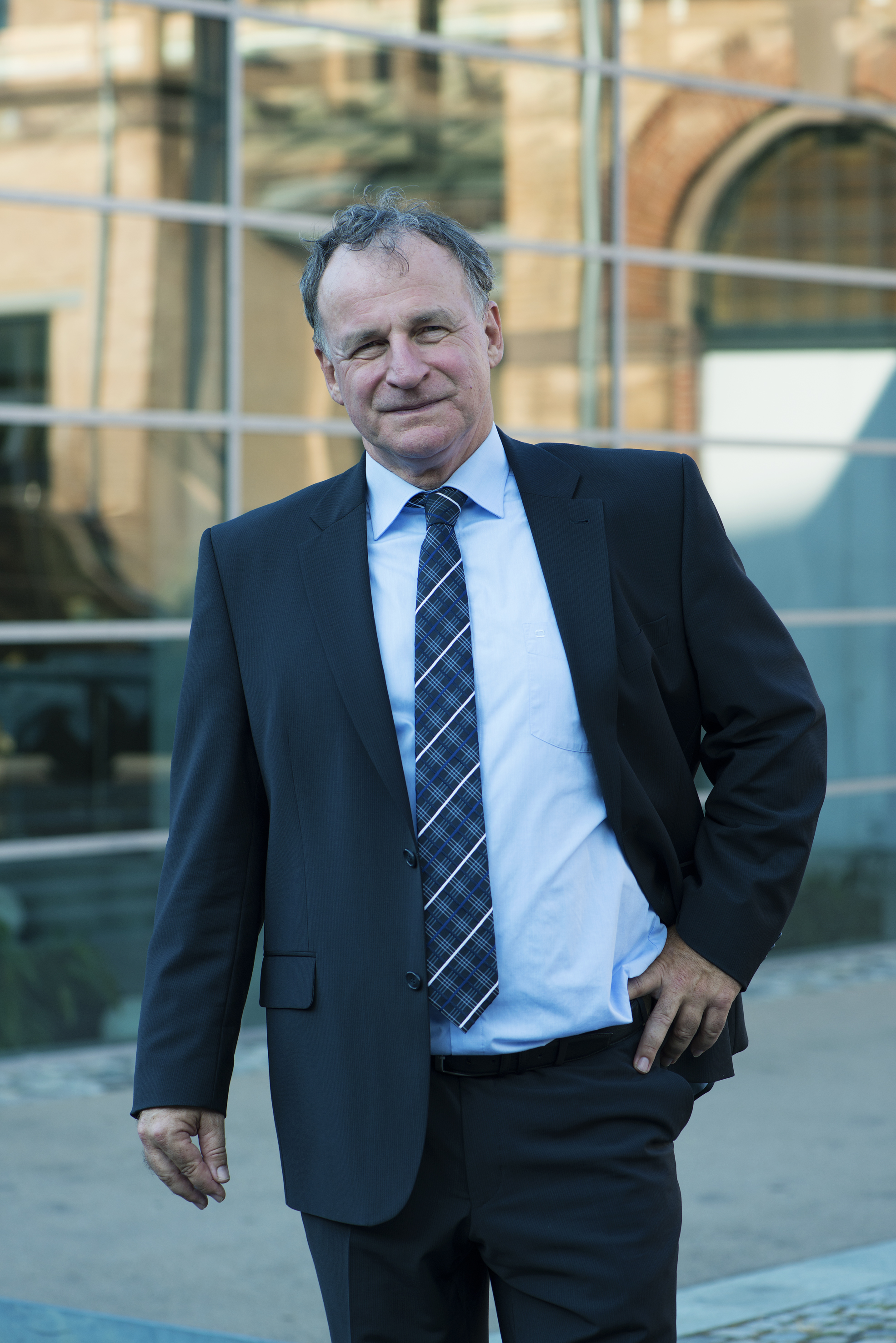
Stefan Krebs (2015)

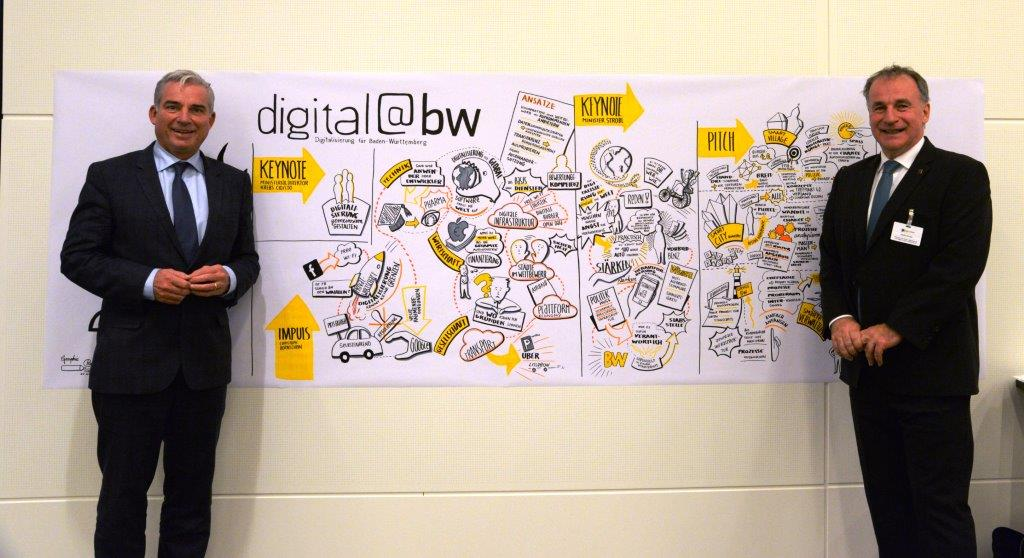
Innenminister Thomas Strobl und der Landes-CIO/CDO Stefan Krebs beim Start des Projekts digital@bw

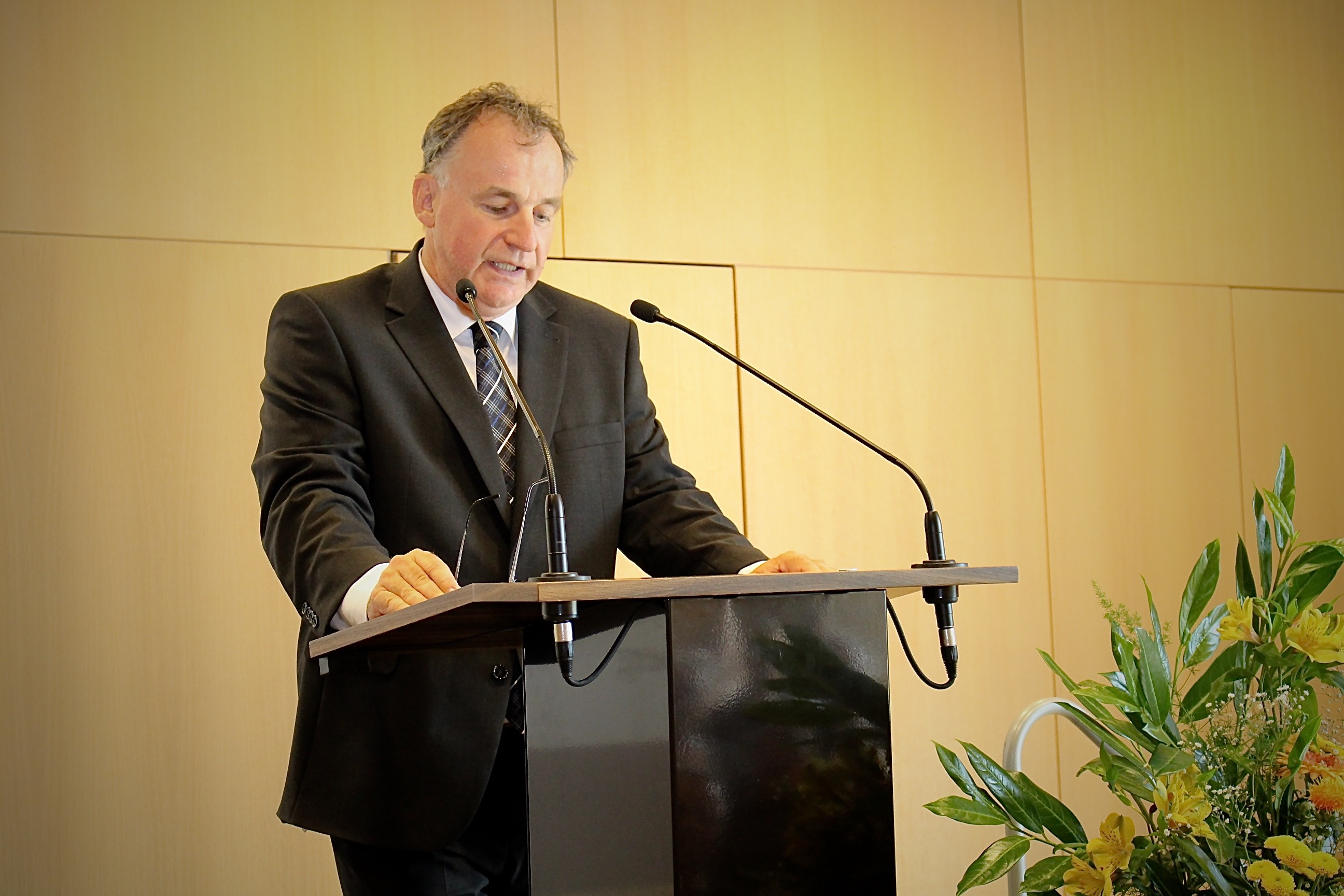
Amtseinführung von Stefan Krebs

Stefan Krebs (* 1960 in Neckarsulm) ist ein deutscher Verwaltungsbeamter. Er ist Beauftragter der Landesregierung für Informationstechnologie („Chief Information Officer“ – CIO) des Landes Baden-Württemberg.

## Berufliche Tätigkeit
Stefan Krebs schloss sein Studium als Diplom-Verwaltungswirt (FH) 1986 an der Hochschule für öffentliche Verwaltung und Finanzen Ludwigsburg ab. Nach mehreren Jahren als Entwickler und Projektleiter bei der Datenzentrale Baden-Württemberg und dem Regionalen Rechenzentrum Franken wechselte er 1990 in den Bankensektor.
Zunächst war er als Entwickler und Projektleiter für Finanzierungen und das Rechnungswesen der Fiat Bank verantwortlich, bevor er dort Ende 1993 den Aufbau und die Leitung des Kreditrisikomanagements übernahm. Mitte 1995 erfolgte der Wechsel zur Landesgirokasse, einem Vorgängerinstitut der Landesbank Baden-Württemberg. Dort leitete er zunächst die Umgestaltung der IT-Revision, bevor er den Aufbau des IT-Sicherheitmanagements übernahm.
Ab 2001 war Stefan Krebs in unterschiedlichen Führungspositionen bei der Finanz Informatik, dem IT-Dienstleister der Sparkassen-Finanzgruppe, und deren Vorgängerunternehmen in Hannover tätig. Dort war er als Verantwortlicher für die Unternehmensorganisation und als interner CIO zuständig für die Steuerung und Optimierung der IT-Landschaft. In Personalunion verantwortete er unter anderem auch Aufbau und Leitung des IT-Sicherheitsmanagements sowie des Risikomanagements. Zusätzlich leitete er eine Taskforce zur Verbesserung der Produktionsstabilität und zur Ausrichtung des Betriebs der Kundenrechenzentren nach ITIL.
Am 1. Juli 2015 wurde Stefan Krebs zum Ministerialdirektor ernannt und gleichzeitig zum Beauftragten der Landesregierung für Informationstechnologie (CIO) bestellt. Als CIO ist er verantwortlich für die strategische Planung und Weiterentwicklung der Landes-IT in Baden-Württemberg. Er hat die Aufsicht über die Cybersicherheitsagentur (CSBW) und IT Baden-Württemberg (BITBW), den zentralen IT-Dienstleister des Landes, und vertritt Baden-Württemberg im Bund-Länder-übergreifenden IT-Planungsrat. Gleichzeitig ist ihm als Chief Digital Officer (CDO) die Abteilung für Digitalisierung zugeordnet, die für die Konzeptionierung und Umsetzung einer ressortübergreifenden Digitalisierungsstrategie des Landes zuständig ist.
Seit Mitte 2022 ist Stefan Krebs der dienstälteste Ministerialdirektor in der Landesverwaltung Baden-Württemberg.
Im Zusammenhang mit den Herausforderungen um die Pläne des Kultusministeriums zu einer digitale Bildungsplattform des Landes Baden-Württemberg  wurde Anfang des Jahres 2018 zunächst unter anderem auch Stefan Krebs kritisiert. Durch den Bericht des Landesrechnungshofes über die Bildungsplattform Ella im September 2019 wurde die Kritik in keiner Weise bestätigt. Zwischenzeitlich wurde in einem Projekt des Kultusministeriums unter Leitung von Staatssekretärin Sandra Boser und Einbindung der BitBW eine Bildungsplattform für Baden-Württemberg implementiert.

## Auszeichnungen
- 2016 erhielt Stefan Krebs den E-Government Award der Vogel IT-Akademie. Im selben Jahr wurde er von Computerwoche und CIO Magazin unter die Top Ten in der Kategorie „CIO Großunternehmen“ gewählt.[9]
- 2018 erreichte Stefan Krebs bei der Wahl zum CIO des Jahres, durchgeführt von Computerwoche und CIO Magazin, den 3. Platz in der Kategorie „Public Sector“.[10]
- 2020 erreichte das Team des Ministeriums für Inneres, Digitalisierung und Migration unter Leitung von Stefan Krebs, beim eGovernment-Wettbewerb unter Schirmherrschaft des Chefs des Bundeskanzleramtes Helge Braun in der Kategorie „Bestes Projekt zur Umsetzung des Onlinezugangsgesetzes 2020“, den ersten Preis.[11]
- 2020 wurde Stefan Krebs bei der Wahl zum CIO des Jahres, durchgeführt von Computerwoche und CIO Magazin, mit dem 2. Platz in der Kategorie „Public Sector“ ausgezeichnet.[12]

## Familie und Privates
Stefan Krebs ist verheiratet und hat zwei Töchter.